# Kleinhöflein im Burgenland

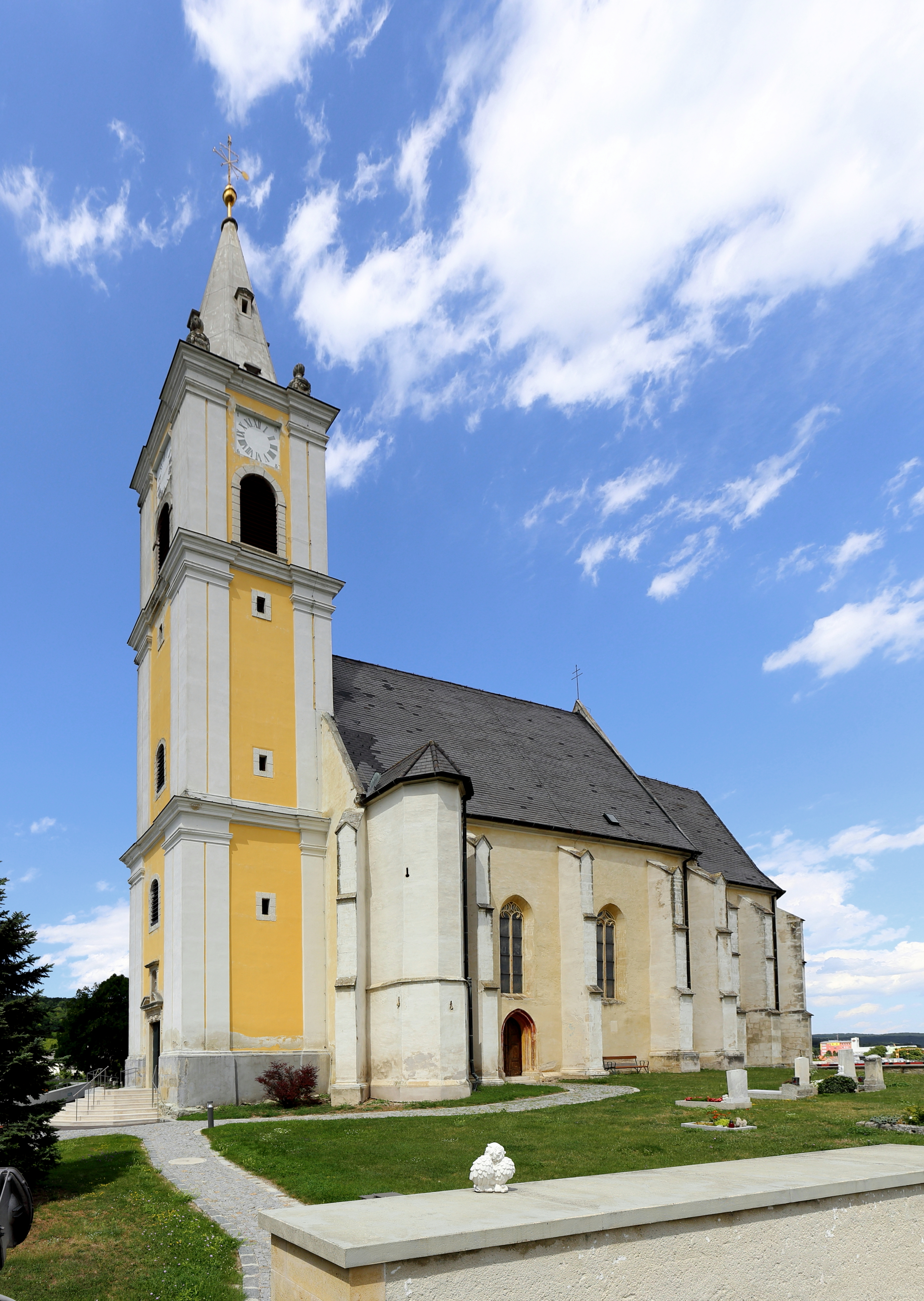
Pfarrkirche hl. Veit

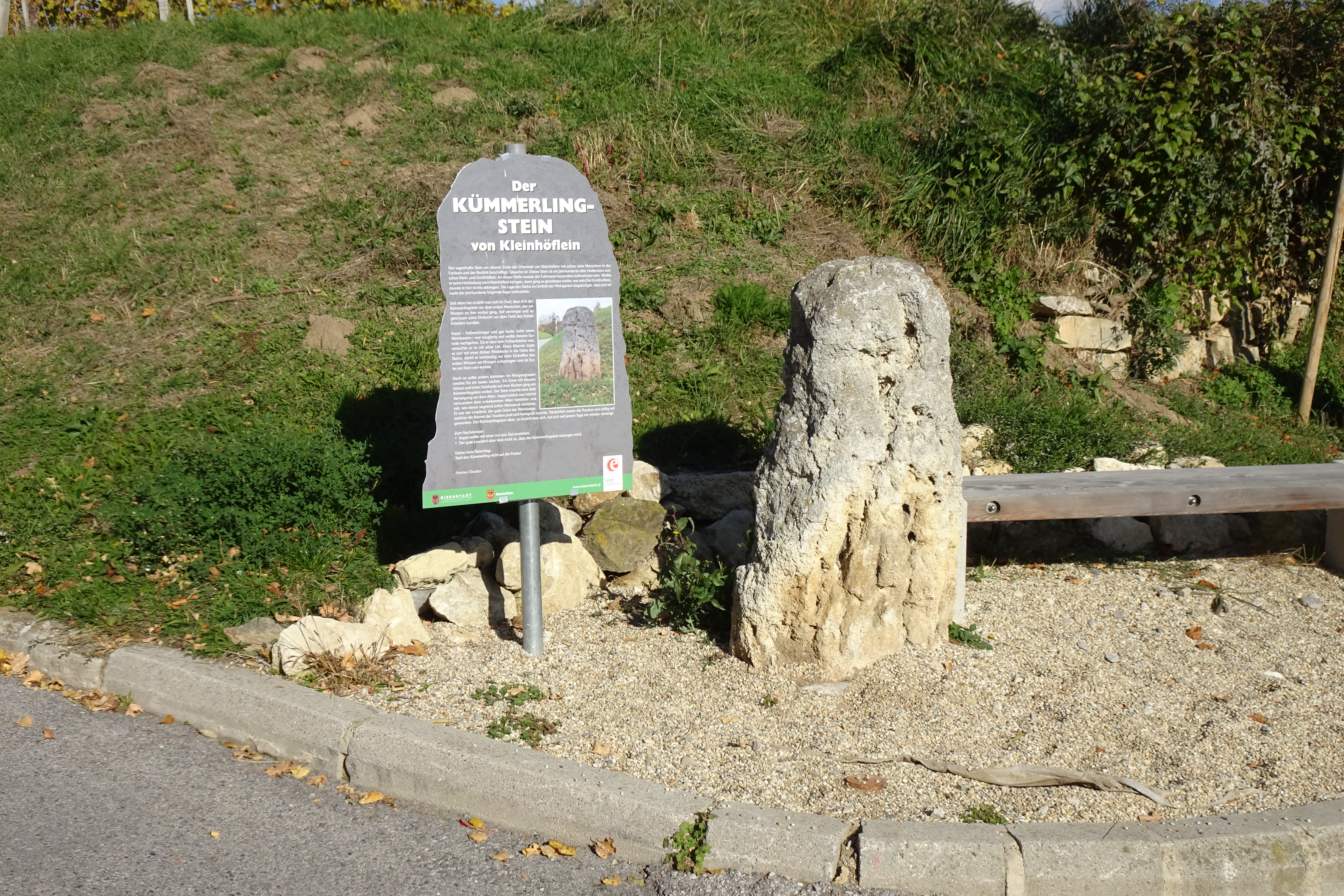
Der „Kümmerlingstein“

Kleinhöflein im Burgenland (ungarisch Kishöflány, kroatisch Mala Holovajna) ist ein Ortsteil der burgenländischen Landeshauptstadt Eisenstadt in Österreich.

## Geografie
Der westlich der Stadt Eisenstadt gelegene Ort Kleinhöflein liegt zusammen mit diesem auf einer zur Wulkaebene abfallenden Terrasse am südlichen Fuße des Leithagebirges.

## Geschichte
Erstmals wurde der Ort im Jahre 1380 als Clanhewelin urkundlich erwähnt. Im Laufe der Zeit änderte sich der Name auf Kysheflin (ung. Name 1382), Chlain Hoeflein (1405), Khlain Höflein (1580), Minor Hefflan (lat. Name 1641), Klain Hefflein (1651). Der Ort gehörte wie das gesamte Burgenland bis 1920/21 zu Ungarn (Deutsch-Westungarn). Seit 1898 musste aufgrund der Magyarisierungspolitik der Regierung in Budapest der ungarische Ortsname Kishöflány verwendet werden.
Nach Ende des Ersten Weltkrieges wurde nach zähen Verhandlungen Deutsch-Westungarn in den Verträgen von St. Germain und Trianon 1919 Österreich zugesprochen. Der Ort gehört seit 1921 zum neu gegründeten Bundesland Burgenland (siehe auch Geschichte des Burgenlandes).
Das im Westen Eisenstadts gelegene Winzerdorf Kleinhöflein war im Mittelalter Bestandteil der Herrschaft Eisenstadt, kam im 17. Jahrhundert in den Besitz der Familie Esterházy und gehörte zum Ödenburger Komitat.
Am 1. Jänner 1971 wurde die bis dahin selbständige Gemeinde in die Freistadt Eisenstadt eingegliedert.

## Kultur und Sehenswürdigkeiten
- Katholische Pfarrkirche Eisenstadt-Kleinhöflein hl. Veit: Zu den Sehenswürdigkeiten in Kleinhöflein zählt die Pfarrkirche, die sowohl romanische wie auch gotische Merkmale aufweist. Die Kirche, die auf einem Hügel über dem Ort thront, ist dem heiligen Vitus geweiht und von einer Wehrmauer umgeben und wurde bereits 1464 urkundlich erwähnt.
- Friedhof Eisenstadt-Kleinhöflein
- Es gibt in Kleinhöflein Weinbauern und Heurigen

## Regelmäßige Veranstaltungen
- Winzerkirtag Kleinhöflein: Größter Heuriger des Burgenlandes

## Persönlichkeiten

### Söhne und Töchter des Ortes
- Robert Lang (1656–1730), österreichischer Zisterzienser, 30. Abt von Stift Neukloster in Wiener Neustadt
- Josef Farkas (1898–?), nationalsozialistischer Politiker
- Paul Schweifer (1914–1941), Boxer
- Josef Kirchknopf (* 1930), ÖVP Nationalrat, Stadtrat von Eisenstadt
- Dominik Horvath (* 2003), österreichischer Schachgroßmeister

### Personen mit Bezug zum Ort
- Johann Luif (* 1959), Militär, GenLt i. R., Stellvertretender Generalstabschef, ehemaliger Bundesminister für Landesverteidigung[3]
- Regina Petrik (* 1963), Abgeordnete im burgenländischen Landtag (GRÜNE)

## Literarische Bearbeitung
Kleinhöflein ist Schauplatz vieler traditionell überlieferter Sagen, wie zum Beispiel der Erzählung vom Germbutten-Baum oder der Sage vom Kümmerlingstein zu Kleinhöflein. Letzterer ist ein alter Hotterstein, der die Grenze von Groß- und Kleinhöflein markiert und durch seine Lage in den Weinbergen in den Sagenkreis um den Lese-Ähnl (eine Art Naturgeist des Weins) geraten ist.